# Hà Tân Tiến
Hà Tân Tiến(sinh năm 1962) là một sĩ quan cấp cao trong Quân đội nhân dân Việt Nam, hàm Thiếu tướng, hiện là Ủy viên Đảng ủy Quân khu 4, Phó Tư lệnh Quân khu 4. Ông nguyên Ủy viên Ban Thường vụ Tỉnh ủy, Chỉ huy trưởng Bộ Chỉ huy quân sự tỉnh Nghệ An.

## Thân thế và binh nghiệp
Ông sinh năm 1962, quê ở Sơn Thịnh, Hương Sơn, Hà Tĩnh
Trước năm 2014, ông là Phó Chỉ huy trưởng kiêm Tham mưu trưởng Bộ chỉ huy quân sự tỉnh Nghệ An.
Tháng 5 năm 2014, ông được bổ nhiệm giữ chức Chỉ huy trưởng Bộ chỉ huy quân sự tỉnh Nghệ An.
Tháng 11 năm 2016, ông được bổ nhiệm giữ chức Phó Tư lệnh Quân khu 4 phụ trách công tác Kỹ thuật.
Tháng 9 năm 2017, ông được thăng quân hàm Thiếu tướng.
Ngày 26 tháng 4 năm 2018, ông nhận nhiệm vụ Phó Tư lệnh phụ trách công tác Kinh tế, đối ngoại quốc phòng thay cho Thiếu tướng Nguyễn Chí Hướng nghỉ chờ hưu theo quyết định của Bộ Quốc phòng. Ông bàn giao lại nhiệm vụ Phó Tư lệnh phụ trách công tác Kỹ thuật cho Thiếu tướng Hà Thọ Bình.

## Lịch sử thụ phong quân hàm
| Năm thụ phong | 1991     | 1994      | 1997   | 2001     | 2005     | 2009      | 2013   | 2017        |
| ------------- | -------- | --------- | ------ | -------- | -------- | --------- | ------ | ----------- |
| Cấp bậc       | Trung úy | Thượng úy | Đại úy | Thiếu tá | Trung tá | Thượng tá | Đại tá | Thiếu tướng |